# Anna Simons
Anna Simons (* 8. Juni 1871 in München-Gladbach [Rheinprovinz]; † 2. April 1951 in Prien am Chiemsee) war eine deutsche Kalligraphin und Typographin.

## Leben und Werk
Anna Simons war die Tochter des preußischen Verwaltungsbeamten und Landrats Louis Alexander Simons und seiner Ehefrau Caroline Simons. Da Frauen im 19. Jahrhundert in ihrer rheinischen Heimat im 19. Jahrhundert weder an Kunstakademien noch an Kunstgewerbeschulen studieren durften, ging sie 1896 nach England, um am Royal College of Art in South Kensington verschiedene kunstgewerbliche Fächer zu studieren. Nach einigen Semestern wurde sie Schülerin von Edward Johnston, dessen Vorstellungen von Kalligraphie und Typographie sie übernahm. Besondere Fähigkeiten entwickelte sie beim Vergolden von Buch- und Urkundenschmuck. 1905 führte sie im Auftrag des preußischen Ministeriums für Handel und Gewerbe unter Leitung von Peter Behrens zusammen mit Fritz Helmuth Ehmcke an der Kunstgewerbeschule Düsseldorf die neu eingerichteten „Schriftkurse für Kunstgewerbelehrer“ durch. Hierbei vertrat sie ihren Lehrer Johnston, der für die Aufgabe ursprünglich vorgesehen war. Unter ihrer Leitung fanden diese Kurse später auch an anderen deutschen Kunsthochschulen statt. 1912 stellte Anna Simons die von England ausgehenden Strömungen in der Typographie und Kalligraphie auf dem Kongress für Kunsterziehung in Dresden vor und erreichte damit eine Signalwirkung für die Entwicklung der Kalligraphie in Deutschland (→ Buchkunstbewegung). 1914 siedelte Simons nach München über und lehrte an der Kunstgewerbeschule. Dort lernte sie Willy Wiegand kennen, für dessen Bremer Presse sie arbeitete. 1928 bis 1933 unterrichtete sie an der Kunstakademie Düsseldorf.
In der Zeit des Nationalsozialismus war sie obligatorisch Mitglied der Reichskammer der bildenden Künste. Es ist aber lediglich 1942 eine Einzelausstellung mit Ernst Penzoldt beim Albrecht-Dürer-Verein in Nürnberg bekannt. 1944 stand sie in der Gottbegnadeten-Liste des Reichsministeriums für Volksaufklärung und Propaganda.
Anna Simons inspirierte Emil Rudolf Weiß und Peter Behrens, dem sie bei der Reichstagsinschrift Dem Deutschen Volke assistierte. Ihre Lehre wurde von ihrer langjährigen Assistentin Franziska Kobell fortgeführt. Simons war in Preußen und in Bayern Professorin, Mitglied des Deutschen Werkbundes und der Arts & Crafts Exhibition Society (Vereinigtes Königreich), außerdem Ehrenmitglied der Society of Skribes and Illuminators (Vereinigtes Königreich) und Honorary associate der Woman’s Guild of Art (Vereinigtes Königreich).
Zu ihren Werken zählen insbesondere zahlreiche Urkunden, darunter für die Weltausstellungen Brüssel 1910 und Turin 1911, die Ehrenbürgerurkunden der Stadt München für Adolf Hitler, Franz Xaver Schwarz und Franz von Epp, außerdem Initialen und Überschriften für die Bremer Presse in München sowie Wandsprüche für das Kunstgewerbemuseum Zürich.

## Veröffentlichungen
- Anna Simons, Eberhard Hölscher, Edward Johnston und die englische Schriftkunst, Verlag für die Schriftkunde Heinze & Blanckertz, Berlin-Leipzig, Monographien künstlerischer Schrift, Bd. 1.